# Касс (округ, Иллинойс)
Касс (англ. Cass County) — округ в штате Иллинойс, США. Официально образован в 1837 году. По состоянию на 2010 год, численность населения составляла 13 642 человека.

## География
По данным Бюро переписи США, общая площадь округа равняется 994,561 км2, из которых 973,841 км2 — суша, и 7,9 км2 (2,1 %) занимают водоёмы.

## Население
По данным переписи населения 2000 года в округе проживает 13 695 жителей в составе 5347 домашних хозяйств и 3689 семей. Плотность населения составляет 14,00 человек на км2. На территории округа насчитывается 5784 жилых строения, при плотности застройки около 6,00-ти строений на км2. Расовый состав населения: белые — 94,93 %, афроамериканцы — 0,45 %, коренные американцы (индейцы) — 0,17 %, азиаты — 0,28 %, гавайцы — 0,03 %, представители других рас — 3,34 %, представители двух или более рас — 0,82 %. Испаноязычные составляли 8,48 % населения независимо от расы.
В составе 32,00 % из общего числа домашних хозяйств проживают дети в возрасте до 18 лет, 55,80 % домашних хозяйств представляют собой супружеские пары, проживающие вместе, 9,20 % домашних хозяйств представляют собой одиноких женщин без супруга, 31,00 % домашних хозяйств не имеют отношения к семьям, 26,10 % домашних хозяйств состоят из одного человека, 13,00 % домашних хозяйств состоят из престарелых (65 лет и старше), проживающих в одиночестве. Средний размер домашнего хозяйства составляет 2,52 человека, и средний размер семьи 3,01 человека.
Возрастной состав округа: 25,40 % — моложе 18 лет, 8,40 % — от 18 до 24, 27,80 % — от 25 до 44, 22,70 % — от 45 до 64, и 22,70 % — от 65 и старше. Средний возраст жителя округа — 37 лет. На каждые 100 женщин приходится 98,70 мужчин. На каждые 100 женщин старше 18 лет приходится 94,70 мужчин.
Средний доход на домохозяйство в округе составлял 35 243 USD, на семью — 41 653 USD. Среднестатистический заработок мужчины был 27 493 USD против 21 781 USD для женщины. Доход на душу населения составлял 16 532 USD. Около 9,20 % семей и 12,00 % общего населения находились ниже черты бедности, в том числе — 15,20 % молодежи (тех, кому ещё не исполнилось 18 лет) и 6,70 % тех, кому было уже больше 65 лет.